# Bendersville Station-Aspers
Bendersville Station-Aspers és una concentració de població designada pel cens dels Estats Units a l'estat de Pennsilvània. Segons el cens del 2000 tenia 324 habitants.

## Demografia
Segons el cens del 2000, Bendersville Station-Aspers tenia 324 habitants, 108 habitatges, i 81 famílies. La densitat de població era de 250,2 habitants per quilòmetre quadrat.
Dels 108 habitatges en un 31,5% hi vivien nens de menys de 18 anys, en un 54,6% hi vivien parelles casades, en un 16,7% dones solteres, i en un 24,1% no eren unitats familiars. En el 17,6% dels habitatges hi vivien persones soles l'11,1% de les quals corresponia a persones de 65 anys o més que vivien soles. El nombre mitjà de persones vivint en cada habitatge era de 3 i el nombre mitjà de persones que vivien en cada família era de 3,39.
Per edats la població es repartia de la següent manera: un 28,4% tenia menys de 18 anys, un 12,7% entre 18 i 24, un 29% entre 25 i 44, un 18,2% de 45 a 60 i un 11,7% 65 anys o més.
L'edat mediana era de 33 anys. Per cada 100 dones de 18 o més anys hi havia 85,6 homes.
La renda mediana per habitatge era de 44.167 $ i la renda mediana per família de 41.042 $. Els homes tenien una renda mediana de 20.625 $ mentre que les dones 28.542 $. La renda per capita de la població era de 16.821 $. Entorn del 13,6% de les famílies i el 10,7% de la població estaven per davall del llindar de pobresa.

## Poblacions més properes
El següent diagrama mostra les poblacions més properes.